# UGC 8335
UGC 8335 وتسمى أيضا (Arp 238) هي زوج من المجرات الحلزونية المتفاعلة بقوة. وقد تم تشويهها من قبل المد والجزرالقوى، وخلق المد والجزر ذيل بارزة وجسر من الغاز والنجوم بين المجرات.
UGC 8335 تبعد حوالي 400 مليون سنة ضوئية من الأرض، في كوكبة الدب الأكبر (كوكبة). وهي من المجرات الغريبة في أطلس هالتون.

## مستعر أعظم 2012
في 25 أبريل 2012 اكتشف مستعر أعظم في UGC 8335 من قبل دوغ ريتش. في وقت الاكتشاف كان المستعر الأعظم يبلغ 17.6. تم تسجيل قياس ذروة حجم 17.3 بعد يومين في 27 أبريل. تم تصنيفه كمستعر أعظم من النوع الثاني من قبل توماسيلا وآخرون. في المرصد الفلكي بادوفا (Padova). ووجدت مجموعة ابحاث أن طيفها مماثل لطيف عام 1996.

## وصلات خارجية
- UGC 8335 على موقع ويكي سكاي: DSS2, SDSS, GALEX, IRAS, Hydrogen α, X-Ray, Astrophoto, Sky Map, Articles and images